# Liste des titres musicaux numéro un en France en 2002
Cette page liste les titres numéro un dans les meilleures ventes de disques en France pour l'année 2002,.

## Classements  des singles
| Semaine | Date         | Artiste                          | Titre                                       |
| ------- | ------------ | -------------------------------- | ------------------------------------------- |
| 1       | 5 janvier    | Star Academy 1                   | La Musique                                  |
| 2       | 12 janvier   | Star Academy 1                   | La Musique                                  |
| 3       | 19 janvier   | Star Academy 1                   | La Musique                                  |
| 4       | 26 janvier   | Star Academy 1                   | La Musique                                  |
| 5       | 2 février    | Star Academy 1                   | La Musique                                  |
| 6       | 9 février    | Star Academy 1                   | Gimme! Gimme! Gimme! (A Man After Midnight) |
| 7       | 16 février   | Star Academy 1                   | Gimme! Gimme! Gimme! (A Man After Midnight) |
| 8       | 23 février   | Marc Lavoine et Cristina Marocco | J'ai tout oublié                            |
| 9       | 2 mars       | Marc Lavoine et Cristina Marocco | J'ai tout oublié                            |
| 10      | 9 mars       | Rohff                            | Qui est l'exemple ?                         |
| 11      | 16 mars      | Rohff                            | Qui est l'exemple ?                         |
| 12      | 23 mars      | Rohff                            | Qui est l'exemple ?                         |
| 13      | 30 mars      | Shakira                          | Whenever, Wherever                          |
| 14      | 6 avril      | Shakira                          | Whenever, Wherever                          |
| 15      | 14 avril     | Shakira                          | Whenever, Wherever                          |
| 16      | 20 avril     | Shakira                          | Whenever, Wherever                          |
| 17      | 27 avril     | Johnny Hallyday                  | Tous ensemble                               |
| 18      | 4 mai        | Bratisla Boys                    | Stach Stach                                 |
| 19      | 11 mai       | Bratisla Boys                    | Stach Stach                                 |
| 20      | 18 mai       | Bratisla Boys                    | Stach Stach                                 |
| 21      | 25 mai       | Bratisla Boys                    | Stach Stach                                 |
| 22      | 1er juin     | Bratisla Boys                    | Stach Stach                                 |
| 23      | 8 juin       | Bratisla Boys                    | Stach Stach                                 |
| 24      | 15 juin      | Marlène Duval et Phil Barney     | Un enfant de toi                            |
| 25      | 22 juin      | Marlène Duval et Phil Barney     | Un enfant de toi                            |
| 26      | 29 juin      | Marlène Duval et Phil Barney     | Un enfant de toi                            |
| 27      | 6 juillet    | Bratisla Boys                    | Stach stach                                 |
| 28      | 13 juillet   | Félicien                         | Cum-cum mania                               |
| 29      | 20 juillet   | Indochine                        | J'ai demandé à la lune                      |
| 30      | 27 juillet   | Bratisla Boys                    | Stach stach                                 |
| 31      | 3 août       | Bratisla Boys                    | Stach stach                                 |
| 32      | 10 août      | Bratisla Boys                    | Stach stach                                 |
| 33      | 17 août      | MC Solaar                        | Inch'Allah                                  |
| 34      | 24 août      | MC Solaar                        | Inch'Allah                                  |
| 35      | 31 août      | MC Solaar                        | Inch'Allah                                  |
| 36      | 7 septembre  | MC Solaar                        | Inch'Allah                                  |
| 37      | 14 septembre | Las Ketchup                      | The Ketchup Song (Aserejé)                  |
| 38      | 21 septembre | Las Ketchup                      | The Ketchup Song (Aserejé)                  |
| 39      | 28 septembre | Las Ketchup                      | The Ketchup Song (Aserejé)                  |
| 40      | 5 octobre    | Las Ketchup                      | The Ketchup Song (Aserejé)                  |
| 41      | 12 octobre   | Las Ketchup                      | The Ketchup Song (Aserejé)                  |
| 42      | 19 octobre   | Las Ketchup                      | The Ketchup Song (Aserejé)                  |
| 43      | 26 octobre   | Las Ketchup                      | The Ketchup Song (Aserejé)                  |
| 44      | 2 novembre   | Las Ketchup                      | The Ketchup Song (Aserejé)                  |
| 45      | 9 novembre   | Las Ketchup                      | The Ketchup Song (Aserejé)                  |
| 46      | 16 novembre  | Johnny Hallyday                  | Marie                                       |
| 47      | 23 novembre  | Las Ketchup                      | The Ketchup Song (Aserejé)                  |
| 48      | 30 novembre  | Whatfor                          | Plus haut                                   |
| 49      | 7 décembre   | Las Ketchup                      | The Ketchup Song (Aserejé)                  |
| 50      | 14 décembre  | Johnny Hallyday                  | Marie                                       |
| 51      | 21 décembre  | Johnny Hallyday                  | Marie                                       |
| 52      | 28 décembre  | Star Academy 2                   | Paris Latino                                |

## Classement des albums
| Semaine | Date         | Artiste         | Titre                                |
| ------- | ------------ | --------------- | ------------------------------------ |
| 1       | 5 janvier    | Star Academy 1  | L'album                              |
| 2       | 12 janvier   | Star Academy 1  | L'album                              |
| 3       | 19 janvier   | Star Academy 1  | L'album                              |
| 4       | 26 janvier   | Star Academy 1  | L'album                              |
| 5       | 2 février    | Star Academy 1  | L'album                              |
| 6       | 9 février    | Star Academy 1  | L'album                              |
| 7       | 16 février   | Star Academy 1  | L'album                              |
| 8       | 23 février   | Les Enfoirés    | Tous dans le même bateau             |
| 9       | 2 mars       | Les Enfoirés    | Tous dans le même bateau             |
| 10      | 9 mars       | Les Enfoirés    | Tous dans le même bateau             |
| 11      | 16 mars      | Les Enfoirés    | Tous dans le même bateau             |
| 12      | 23 mars      | Les Enfoirés    | Tous dans le même bateau             |
| 13      | 30 mars      | Céline Dion     | A New Day Has Come                   |
| 14      | 6 avril      | Céline Dion     | A New Day Has Come                   |
| 15      | 14 avril     | Céline Dion     | A New Day Has Come                   |
| 16      | 20 avril     | Lynda Lemay     | Les lettres rouges                   |
| 17      | 27 avril     | Lynda Lemay     | Les lettres rouges                   |
| 18      | 4 mai        | Céline Dion     | A New Day Has Come                   |
| 19      | 11 mai       | Lynda Lemay     | Les lettres rouges                   |
| 20      | 18 mai       | Moby            | 18                                   |
| 21      | 25 mai       | Moby            | 18                                   |
| 22      | 1er juin     | Renaud          | Boucan d'enfer                       |
| 23      | 8 juin       | Renaud          | Boucan d'enfer                       |
| 24      | 15 juin      | Renaud          | Boucan d'enfer                       |
| 25      | 22 juin      | Patrick Bruel   | Entre deux                           |
| 26      | 29 juin      | Patrick Bruel   | Entre deux                           |
| 27      | 6 juillet    | Patrick Bruel   | Entre deux                           |
| 28      | 13 juillet   | Patrick Bruel   | Entre deux                           |
| 29      | 20 juillet   | Patrick Bruel   | Entre deux                           |
| 30      | 27 juillet   | Patrick Bruel   | Entre deux                           |
| 31      | 3 août       | Patrick Bruel   | Entre deux                           |
| 32      | 10 août      | Patrick Bruel   | Entre deux                           |
| 33      | 17 août      | Patrick Bruel   | Entre deux                           |
| 34      | 24 août      | Renaud          | Boucan d'enfer                       |
| 35      | 31 août      | Renaud          | Boucan d'enfer                       |
| 36      | 7 septembre  | Patrick Bruel   | Entre deux                           |
| 37      | 14 septembre | Patrick Bruel   | Entre deux                           |
| 38      | 21 septembre | Lorie           | Tendrement                           |
| 39      | 28 septembre | Lorie           | Tendrement                           |
| 40      | 5 octobre    | L5              | Retiens-moi                          |
| 41      | 12 octobre   | Lorie           | Tendrement                           |
| 42      | 19 octobre   | Lorie           | Tendrement                           |
| 43      | 26 octobre   | Alain Bashung   | L'Imprudence                         |
| 44      | 2 novembre   | Star Academy 2  | La Star Academy Chante Michel Berger |
| 45      | 9 novembre   | Johnny Hallyday | À la vie, à la mort                  |
| 46      | 16 novembre  | Johnny Hallyday | À la vie, à la mort                  |
| 47      | 23 novembre  | Johnny Hallyday | À la vie, à la mort                  |
| 48      | 30 novembre  | Johnny Hallyday | À la vie, à la mort                  |
| 49      | 7 décembre   | Star Academy 2  | La Star Academy fait sa boum         |
| 50      | 14 décembre  | Johnny Hallyday | À la vie, à la mort                  |
| 51      | 21 décembre  | Star Academy 2  | La Star Academy fait sa boum         |
| 52      | 28 décembre  | Star Academy 2  | La Star Academy fait sa boum         |

## Les dix meilleures ventes
Il s'agit des dix meilleures ventes de singles et d'albums de l'année 2002 en France,.

### Singles
| №  | Artiste                  | Titre                      |
| -- | ------------------------ | -------------------------- |
| 1  | Las Ketchup              | The Ketchup Song (Aserejé) |
| 2  | Bratisla Boys            | Stach Stach                |
| 3  | Shakira                  | Whenever, Wherever         |
| 4  | Johnny Hallyday          | Marie                      |
| 5  | Indochine                | J'ai demandé à la lune     |
| 6  | Natasha St-Pier          | Tu trouveras               |
| 7  | Umberto Tozzi et Lena Ka | Ti amo (Rien que des mots) |
| 8  | Rohff featuring Kayliah  | Qui est l'exemple ?        |
| 9  | Renaud et Axelle Red     | Manhattan-Kaboul           |
| 10 | Star Academy 2           | Musique                    |

### Albums
| №  | Artiste              | Titre                                |
| -- | -------------------- | ------------------------------------ |
| 1  | Patrick Bruel        | Entre deux                           |
| 2  | Renaud               | Boucan d'enfer                       |
| 3  | Johnny Hallyday      | À la vie, à la mort                  |
| 4  | Star Academy 1       | L'album                              |
| 5  | Céline Dion          | A New Day Has Come                   |
| 6  | Star Academy 2       | La Star Academy fait sa boum         |
| 7  | Indochine            | Paradize                             |
| 8  | Star Academy 2       | La Star Academy chante Michel Berger |
| 9  | Jean-Jacques Goldman | Chansons pour les pieds              |
| 10 | Jenifer              | Jenifer                              |